# Friedrich August Christian Sölling
Friedrich August Christian Sölling (* 27. Februar 1824 in Essen; † 4. Dezember 1894 ebenda) war ein deutscher Kaufmann, Stadtverordneter und Beigeordneter der Stadt Essen sowie Vorsitzender im Vorstand der Sparkasse Essen.

## Leben und Wirken
Friedrich August Christian Sölling, der Sohn eines Kaufmanns, war nach der Schulausbildung Volontär auf mehreren landwirtschaftlichen Gütern. Er trat nach dem Tod seines Vaters in das elterliche Manufakturwarengeschäft ein.
Von 1869 bis 1892 war Sölling Stadtverordneter der Stadt Essen sowie in den Jahren 1872 bis 1885 unbesoldeter Beigeordneter im Rat der Stadt.
Sölling war von 1866 bis 1894 Mitglied des Vorstandes der Sparkasse Essen, darin von 1866 bis 1889 dessen Vorsitzender.
1890 wurde er mit dem Königlichen Kronen-Orden IV. Klasse ausgezeichnet.
Friedrich August Christian Sölling wurde zunächst auf dem Friedhof am Kettwiger Tor beigesetzt. Nach dessen Schließung 1955 wurde das Grab auf den Ostfriedhof Essen verlegt.